# Kayne Vincent
Kayne Vincent (29 de octubre de 1988 en Auckland) es un futbolista neozelandés que juega como delantero en el Kasetsart.

## Carrera
Comenzó su carrera en 2007 jugando para el Cerezo Osaka japonés, ese mismo año fue transferido al Gainare Tottori y regresó a Nueva Zelanda en 2008 para jugar el NZFC 2008/09 defendiendo los colores del Waitakere United, mientras que en el receso de 2009 defendió los colores del Waitakere City. Ese mismo año viajó a la India para continuar su carrera allí, jugando para el Mumbai FC, aunque en 2010 pasó al Churchill Brothers. Durante la pretemporada jugó para el Melbourne Knights australiano y en 2011 firmó con el Prayag United. Volvería a jugar para los Knights en el receso de 2012. En 2013 dejó el Prayag para jugar en el FC Gifu japonés, aunque dejaría el club a principios de 2014 para incorporarse al Songkhla United tailandés. Sus buenas actuaciones lo llevaron a firmar con el Buriram United de cara a la temporada 2015, aunque tras algunos meses fue cedido a préstamo al Port. En 2016 pasó al Perlis malayo, aunque dejaría el elenco en 2017 para firmar con el Air Force United tailandés. En 2018 pasó al Kasetsart.

### Clubes
| Club                            | País          | Año             |
| ------------------------------- | ------------- | --------------- |
| Cerezo Osaka                    | Japón         | 2007            |
| Gainare Tottori                 | Japón         | 2007 - 2008     |
| Waitakere United                | Nueva Zelanda | 2008 - 2009     |
| Waitakere City FC               | Nueva Zelanda | 2009            |
| Mumbai FC                       | India         | 2009 - 2010     |
| Churchill Brothers              | India         | 2010 - 2011     |
| Melbourne Knights               | Australia     | 2011            |
| Prayag United                   | India         | 2011 - 2012     |
| Melbourne Knights               | Australia     | 2012            |
| Prayag United                   | India         | 2012 - 2013     |
| Gifu Football Club              | Japón         | 2013            |
| Songkhla United Football Club   | Tailandia     | 2014            |
| Buriram United Football Club    | Tailandia     | 2015            |
| Port Football Club (a préstamo) | Tailandia     | 2015            |
| Perlis Football Association     | Malasia       | 2016            |
| Air Force United FC             | Tailandia     | 2017            |
| Kasetsart                       | Tailandia     | 2018 - Presente |

### Selección nacional
Entre 2006 y 2007 jugó 5 partidos y marcó un gol con la selección neozelandesa Sub-20. El 18 de noviembre de 2014 hizo su debut en la selección mayor al reemplazar a Bill Tuiloma en la derrota de los All Whites ante Tailandia por 2-0.

#### Partidos y goles internacionales
| Partidos y goles internacionales | Partidos y goles internacionales | Partidos y goles internacionales | Partidos y goles internacionales | Partidos y goles internacionales | Partidos y goles internacionales | Partidos y goles internacionales |
| #                                | Fecha                            | Estadio                          | Rival                            | Resultado                        | Competición                      | Gol(es)                          |
| -------------------------------- | -------------------------------- | -------------------------------- | -------------------------------- | -------------------------------- | -------------------------------- | -------------------------------- |
| 2014                             |                                  |                                  |                                  |                                  |                                  |                                  |
| 1                                | 18 de noviembre                  | 80th Birthday Stadium, Korat     | Tailandia                        | 0 – 2                            | Amistoso                         |                                  |